# Trentepohlia (Trentepohlia) amantis
Trentepohlia (Trentepohlia) amantis is een tweevleugelige uit de familie steltmuggen (Limoniidae). De soort komt voor in het Afrotropisch gebied.